# Кастелето сопра Тичино
Кастелѐто сопра Тичѝно (на италиански: Castelleto sopra Ticino, на местен диалект: Castellet, Кастелет) е град и община в Северна Италия, провинция Новара, регион Пиемонт. Разположено е на 226 m надморска височина. Населението на общината е 10 259 души (към 2010 г.).